# Incidente del Dornier Do 228 di Agni Air del 2012
Il 14 maggio 2012, un Dornier 228 di Agni Air che operava il volo CHT, precipitò vicino all'aeroporto di Jomsom, in Nepal, provocando la morte di 15 delle 21 persone a bordo, inclusi entrambi i piloti.

## L'aereo
Il velivolo coinvolto era un Dornier Do 228 registrato 9N-AIG. Era stato costruito dalla Dornier Flugzeugwerke nel 1997 e venduto alla Hornbill Skyways prima di essere acquistato da Agni Air nel 2008.

## Passeggeri ed equipaggio
Le vittime furono i due membri dell'equipaggio di nazionalità nepalese e 13 passeggeri, tra cui l'attrice indiana Taruni Sachdev e sua madre. Altri sei passeggeri sopravvissero, sebbene feriti.
| Nazionalità | Vittime | Sopravvissuti | Totale |
| ----------- | ------- | ------------- | ------ |
| Nepal       | 2       | 1             | 3      |
| India       | 13      | 3             | 16     |
| Danimarca   | 0       | 2             | 2      |
| Totale      | 15      | 6             | 21     |

## L'incidente
L'aereo stava volando dall'aeroporto di Pokhara all'aeroporto di Jomsom. A bordo c'erano diciotto passeggeri, due piloti e un assistente di volo. Alle 09:30 ora locale (03:45 UTC), il volo tentò di atterrare a Jomsom, ma il primo tentativo venne interrotto dai piloti. Durante la successiva riattaccata, una delle ali dell'aereo colpì una collina, provocando lo schianto dell'aereo e uccidendo 15 delle 21 persone a bordo.
I funzionari dell'aeroporto di Pokhara dichiararono che l'equipaggio aveva segnalato un problema tecnico durante l'avvicinamento a Jomsom, aveva effettuato una riattaccata e aveva chiesto di tornare a Pokhara. L'aereo era tornato indietro nella valle di Jomsom ma aveva urtato il fianco di una collina.
Il controllo del traffico aereo di Jomsom riferì che il comandante aveva segnalato un problema che suggeriva che le ruote avrebbero potuto non bloccarsi durante l'atterraggio e aveva comunicato di voler tornare a Pokhara. Sopra la pista l'aereo effettuò una brusca inversione a U non seguendo le procedure standard, toccò una collina e si schiantò entro 60 secondi da quando il comandante aveva segnalato l'avaria. Il funzionario ATC aggiunse che l'incidente avrebbe potuto essere evitato se l'aereo fosse atterrato a Jomsom nonostante il malfunzionamento o se avesse virato a destra dopo aver sorvolato la pista.

## Le indagini
Gli investigatori riferirono, durante la presentazione del rapporto al Ministero dei Trasporti del Nepal, che l'aereo era in fase di avvicinamento alla pista 06 di Jomsom quando l'equipaggio abbassò il carrello e ricevette un'indicazione di avaria. Dopo aver tentato di risolverla senza successo, i piloti chiesero di atterrare sulla pista 24, ma continuarono l'avvicinamento alla pista 06. In prossimità del suolo, a circa 9 200 piedi (2 800 m) e subito dopo aver attraversato la testata della pista 06, il comandante decise di deviare verso Pokhara e iniziò una brusca virata a sinistra a 73 nodi (135 km/h), senza considerare i raggi di virata e il terreno in salita, che provocò una continua segnalazione di stallo durante i restanti 12 secondi di volo. L'ala sinistra dell'aereo colpì una roccia e l'aereo si disintegrò. Il comandante aveva accumulato 5 776 ore totali ma solo 596 ore sul tipo, il primo ufficiale aveva espresso debolmente la sua preoccupazione per il raggio di virata dell'aereo. La commissione dichiarò che il comandante era un istruttore di volo senior alle dipendenze della Civil Aviation Authority Nepal.